# Infiniti Pro Series 2003
Le championnat d'Infiniti Pro Series 2003 a été remporté par le pilote britannique Mark Taylor sur une monoplace de l'écurie Panther Racing.

## Règlement
- Tous les pilotes sur Dallara-Infiniti

## Courses de la saison 2003
| Date         | Lieu         | Vainqueur         | Nationalité | Écurie           |
| ------------ | ------------ | ----------------- | ----------- | ---------------- |
| 2 mars       | Miami        | Mark Taylor       | Royaume-Uni | Panther Racing   |
| 22 mars      | Phoenix      | Mark Taylor       | Royaume-Uni | Panther Racing   |
| 18 mai       | Indianapolis | Ed Carpenter      | États-Unis  | Foyt Enterprises |
| 14 juin      | Pikes Peak   | Aaron Fike        | États-Unis  | Hemelgarn        |
| 6 juillet    | Kansas       | Mark Taylor       | Royaume-Uni | Panther Racing   |
| 18 juillet   | Nashville    | Mark Taylor       | Royaume-Uni | Panther Racing   |
| 27 juillet   | Michigan     | Mark Taylor       | Royaume-Uni | Panther Racing   |
| 9 août       | Gateway      | Jeff Simmons (en) | États-Unis  | Keith Duesenberg |
| 16 août      | Kentucky     | Jeff Simmons (en) | États-Unis  | Keith Duesenberg |
| 6 septembre  | Chicagoland  | Mark Taylor       | Royaume-Uni | Panther Racing   |
| 20 septembre | Fontana      | Mark Taylor       | Royaume-Uni | Panther Racing   |
| 11 octobre   | Fort Worth   | Thiago Medeiros   | Brésil      | Genoa Racing     |

## Classement des pilotes
| Classement | Pilote              | Pays        | Écurie                                   | Nombre de points |
| ---------- | ------------------- | ----------- | ---------------------------------------- | ---------------- |
| 1er        | Mark Taylor         | Royaume-Uni | Panther Racing                           | 482              |
| 2e         | Jeff Simmons (en)   | États-Unis  | Keith Duesenberg                         | 407              |
| 3e         | Ed Carpenter        | États-Unis  | Foyt Enterprises                         | 377              |
| 4e         | Thiago Medeiros     | Brésil      | Genoa Racing                             | 371              |
| 5e         | Cory Witherill      | États-Unis  | Hemelgarn                                | 336              |
| 6e         | Aaron Fike          | États-Unis  | Hemelgarn                                | 328              |
| 7e         | Arie Luyendyk Jr.   | Pays-Bas    | Sinden Racing                            | 299              |
| 8e         | Tom Wood            | Canada      | Sam Schmidt                              | 235              |
| 9e         | Paul Dana           | États-Unis  | Kenn Hardley Racing Brian Stewart Racing | 234              |
| 10e        | Gary Peterson       | États-Unis  | Sprinklers Racing                        | 217              |
| 11e        | Brandon Erwin       | États-Unis  | Sam Schmidt                              | 213              |
| 12e        | Matt Beardsley      | États-Unis  | Beardsley                                | 184              |
| 13e        | G. J. Mennen        | États-Unis  | Sprinklers Racing                        | 175              |
| 14e        | Jonathan Urlin      | Canada      | Brian Stewart Racing                     | 166              |
| 15e        | Marty Roth          | Canada      | Brian Stewart Racing                     | 124              |
| 16e        | Billy Roe           | États-Unis  | Bowes Seal Fast Ken Hardley Racing       | 107              |
| 17e        | Ronnie Johncox      | États-Unis  | Rev1 Racing                              | 62               |
| 18e        | Ross Fonferko       | États-Unis  | Sam Schmidt                              | 52               |
| 19e        | Rolando Quintanilla | Mexique     | Bowes Seal Fast                          | 48               |
| 20e        | Taylor Fletcher     | États-Unis  | Sam Schmidt                              | 47               |
| 21e        | Marco Cioci         | Italie      | Sam Schmidt                              | 40               |
| 22e        | Tony Ave            | États-Unis  | Hemelgarn                                | 35               |
| 23e        | Brad Pollard        | États-Unis  | Sam Schmidt                              | 34               |
| 24e        | Dane Carter         | États-Unis  | Panther Racing                           | 22               |
| 25e        | Dave Steele         | États-Unis  | Brian Stewart Racing                     | 19               |
| 25e        | Tony Turco          | États-Unis  | Brian Stewart Racing                     | 19               |
| 27e        | Scott Harrington    | États-Unis  | Sprinklers Racing                        | 18               |
| 28e        | Moses Smith         | États-Unis  | Ken Hardley Racing                       | 17               |
| 29e        | Lloyd Mack          | États-Unis  | Sam Schmidt                              | 14               |
| 30e        | Craig Dollansky     | États-Unis  | Brian Stewart Racing                     | 13               |